# Miturgidae
Los mitúrgidos (Miturgidae) son una familia de arañas araneomorfas, cuya picada puede ser peligrosa para los humanos por la citotoxicidad de su veneno. La familia se distribuye por casi todo el mundo, excepto las regiones polares.
El género Syspira, que vive en Estados Unidos y México, tiene una ligera semejanza con la familia Lycosidae.
El género tropical del Nuevo Mundo, Teminius se caracteriza por los gruesos pelos en forma de escobilla situados en la parte inferior del tarso. 

## Clasificación
Se ha descrito 26 géneros y 351 especies; de las cuales, 193 pertenecen al género Cheiracanthium. 
La siguiente clasificación en subfamilias y géneros sigue la propuesta de Joel Hallan en Biology Catalog.
Subfamilia Miturginae
- Mituliodon Raven & Stumkat, 2003 (Timor, Australia)
- Miturga Thorell, 1870 (Australia, Nueva Guinea)
- Syrisca Simon, 1885 (África, Suramérica)
- Syspira Simon, 1895 (EUA, México)
- Teminius Keyserling, 1887 (América)

Subfamilia Systariinae
- Palicanus Thorell, 1897 (Sureste de Asia)
- Systaria Simon, 1897 (Sureste de Asia)
- Tamin Deeleman-Reinhold, 2001 (Borneo, Célebes)
- Xantharia Deeleman-Reinhold, 2001 (Borneo, Sumatra)

Incertae sedis
- Diaprograpta Simon, 1909 (Australia)
- Pacificana Hogg, 1904 (Nueva Zelanda)
- Parapostenus Lessert, 1923 (Sudáfrica)
- Prochora Simon, 1885 (Sicilia, Israel)
- Zealoctenus Forster & Wilton, 1973 (Nueva Zelanda)